# Eteona vulpecula
Eteona vulpecula är en fjärilsart som beskrevs av Gustav Weymer 1894. Eteona vulpecula ingår i släktet Eteona och familjen praktfjärilar. Inga underarter finns listade i Catalogue of Life.